# بونفاسيو كاستيلو كروز
بونفاسيو كاستيلو كروز هو سياسي مكسيكي، ولد في 1 نوفمبر 1964 في ولاية فيراكروز في المكسيك. نشط حزبياً في حزب الثورة الديمقراطية. وقد انتخب عضو مجلس النواب المكسيك ‏.